# Caudal volumétrico
El caudal volumétrico o tasa de flujo de fluidos es el volumen de fluido que pasa por una superficie dada en un tiempo determinado. Usualmente es representado con la letra Q mayúscula.
Algunos ejemplos de medidas de caudal volumétrico son: los metros cúbicos por segundo (m³/s, en unidades básicas del Sistema Internacional) y el pie cúbico por segundo (cu ft/s en el sistema inglés de medidas).
Dada un área A, sobre la cual fluye un fluido a una velocidad uniforme v con un ángulo {\displaystyle \theta } desde la dirección perpendicular a A, la tasa del caudal volumétrico es:
{\displaystyle Q=A\cdot v\cdot \cos \theta }
En el caso de que el caudal sea perpendicular al área A, es decir, {\displaystyle \theta =0}, la tasa del flujo volumétrico es:
{\displaystyle Q=A\cdot v}